# Romuald Wołyncewicz

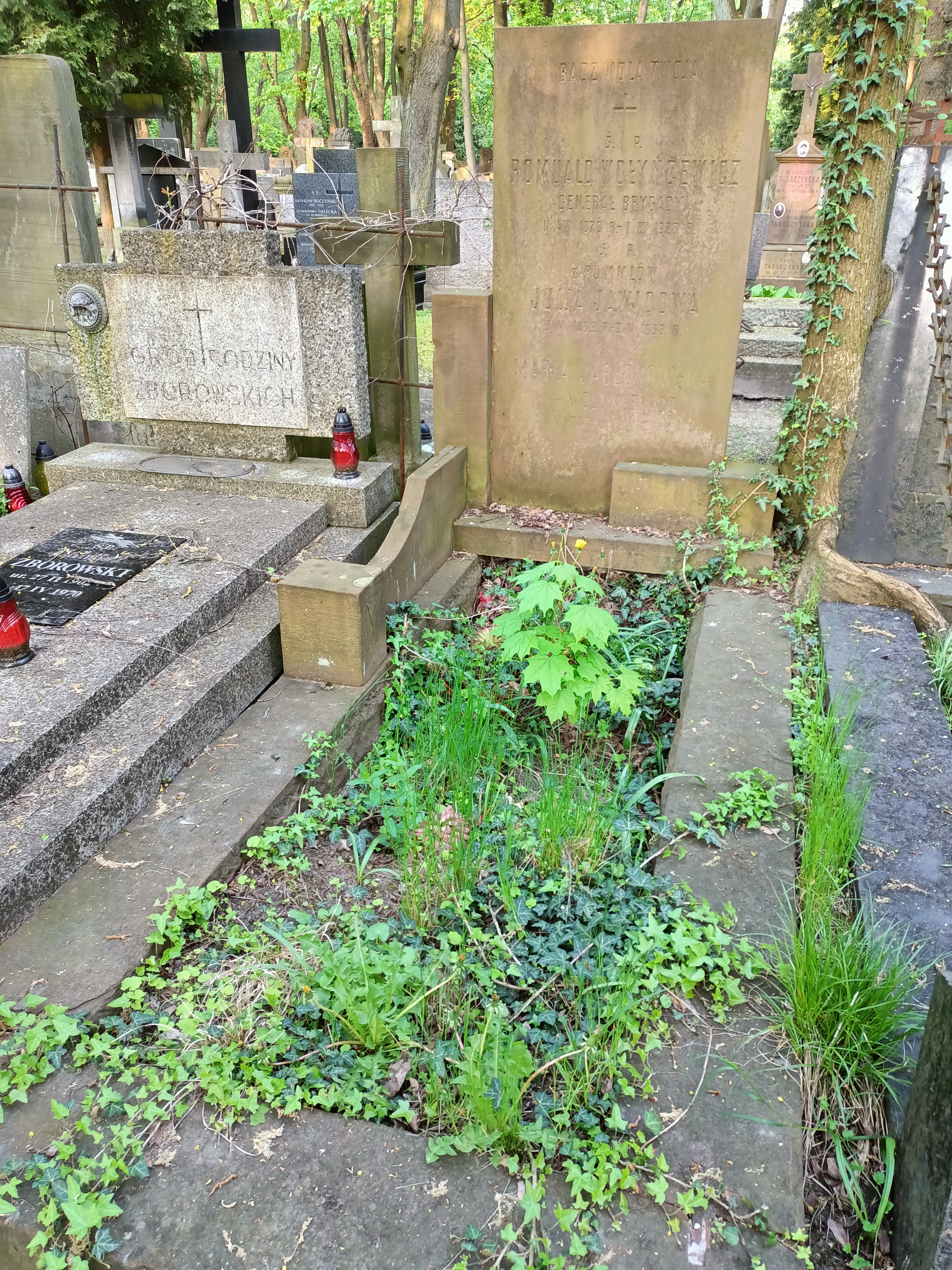
Grób Romualda Wołyncewicza na cmentarzu Powązkowskim w Warszawie

Romuald Wołyncewicz vel Wołyńcewicz (ur. 24 sierpnia 1878 w majątku Roś, zm. 1 marca 1929 w Warszawie) – generał brygady inżynier Wojska Polskiego.

## Życiorys
Romuald Wołyncewicz urodził się 24 sierpnia 1878 roku w majątku Roś, w powiecie wołkowyskim, w rodzinie Antoniego i Katarzyny z Terpiłowskich, brat Czesława Antoniego (1876–1939). Kształcił się w Szkole Realnej w Pińsku, a później ukończył Szkołę Junkrów w Kijowie. Na przełomie lat 80. i 90. został zawodowym oficerem artylerii Armii Imperium Rosyjskiego. Walczył w wojnie rosyjsko-japońskiej 1904–1905, odznaczył się na froncie i otrzymał skierowanie do Michajłowskiej Akademii Artylerii, którą ukończył w 1910 , w stopniu kapitana z dyplomem inżyniera. Do 1917 pracował w przemyśle zbrojeniowym. Pułkownik z 1916 na stanowisku dyrektora technicznego zakładów.
W lutym 1919 zgłosił się do służby w polskiej Misji Wojskowej w Odessie. Z dniem 10 kwietnia 1919 roku został przydzielony do Sekcji Naukowo-Doświadczalnej Departamentu Artylerii Ministerstwa Spraw Wojskowych w Warszawie. Formalnie został przyjęty do Wojska Polskiego dekretem Naczelnego Wodza z 25 maja 1919 roku. 29 maja 1920 został zatwierdzony z dniem 1 kwietnia 1920 w stopniu pułkownika, w artylerii, w grupie oficerów byłych Korpusów Wschodnich i byłej armii rosyjskiej. Pełnił wówczas służbę w Departamencie Uzbrojenia MSWojsk Od 1921 pełnił służbę w kontroli wojskowej; aspirant w Korpusie Kontrolerów, kontroler Wojskowej Kontroli Generalnej. 3 maja 1922 został zweryfikowany w stopniu pułkownika ze starszeństwem z 1 czerwca 1919 i 9. lokatą w korpusie oficerów kontrolerów.
1 grudnia 1924 Prezydent RP, Stanisław Wojciechowski, na wniosek Ministra Spraw Wojskowych, gen. dyw. Władysława Sikorskiego awansował go na generała brygady ze starszeństwem z 15 sierpnia 1924 i 34. lokatą w korpusie generałów.
23 kwietnia 1925 został mianowany szefem Oddziału Kontroli Następnej Korpusu Kontrolerów. 29 listopada 1927 został wyznaczony na stanowisko szefa IX Grupy Kontrolnej. 26 kwietnia 1928 został przesunięty na stanowisko szef Biura Kontroli Korpusu Kontrolerów. Zmarł 1 marca 1929 w Warszawie. 6 marca 1929 został pochowany na Cmentarzu Powązkowskim (kwatera 226-4-21).
Był żonaty z Marią z Jawidów (1887–1966). Bezdzietny.